# France Rotar
France Rotar, slovenski kipar, * 1933, Ljubljana, † 22. april 2001.
Rotar je kiparstvo študiral na Akademiji za likovno umetnost v Ljubljani pri profesorju Zdenku Kalinu  in diplomiral leta 1959. Delal je kot svobodni umetnik, med letoma 1981 in 1992 je živel v Veroni (Italija), nato začel poučevati na ALU, sprva kot izredni profesor, 1997 pa je tam postal redni profesor za kiparsko tehnologijo. Ustvarjal je večinoma v kamnu in bronu.

## Nagrade
- nagrada Prešernovega sklada (1971) – za veliko varjeno plastiko, nastalo na Ravnah na Koroškem, Forma viva 1970
- Župančičeva nagrada (1980)
- Jakopičeva nagrada (1988)